# Supercoupe d'Islande de football 1990 à 1999
Cette page présente les résultats de la Supercoupe d'Islande de football entre 1990 et 1999.
Cette compétition se dispute sous la forme d'un match unique, joué avant le début de la saison de championnat de Urvalsdeild, le plus souvent au Laugardalsvöllur, à Reykjavik.
Les 2 clubs participants sont le champion d'Islande de la saison précédente et le vainqueur de la Coupe d'Islande. Si un club réalise le doublé Coupe-Championnat, c'est le finaliste de la Coupe qui l'affronte lors de la Supercoupe.

## 1990
| 15 mai 1990 | KA Akureyri (champion 1989) | 1 - 0 | Fram Reykjavik (vainqueur de la Coupe 1989) | Laugardalsvöllur, Reykjavik    |                                |
|             | Jon Gretar Jonsson 53e      |       |                                             | Arbitrage : Egil Mar Markusson | Arbitrage : Egil Mar Markusson |
|             | (Rapport)                   |       |                                             | Arbitrage : Egil Mar Markusson | Arbitrage : Egil Mar Markusson |

## 1991
| 24 avril 1991 | Valur Reykjavik (vainqueur de la Coupe 1990) | 2 - 1 ap | Fram Reykjavik (champion 1990) | Laugardalsvöllur, Reykjavik |  |
|               | Steinar Adolfsson pen · Jon Gretar Jonsson   |          | Jon Erling Ragnarsson          |                             |  |
|               | (Rapport)                                    |          |                                |                             |  |

## 1992
| 19 mai 1992 | Valur Reykjavik (vainqueur de la Coupe 1991) | 3 - 1 | Vikingur Reykjavik (champion 1991) | Laugardalsvöllur, Reykjavik |  |
|             |                                              |       |                                    |                             |  |
|             | (Rapport)                                    |       |                                    |                             |  |

## 1993
| 13 mai 1993 | Valur Reykjavik (vainqueur de la coupe 1992) | 2 - 1 | ÍA Akranes (champion 1992) | Akranesvöllur, Akranes |  |
|             |                                              |       |                            |                        |  |
|             | (Rapport)                                    |       |                            |                        |  |

## 1994
| 13 mai 1994 | ÍA Akranes (champion et vainqueur de la Coupe 1993) | 4 - 2 | ÍBK Keflavík (finaliste de la Coupe 1993) | Akranesvöllur, Akranes |  |
|             |                                                     |       |                                           |                        |  |
|             | (Rapport)                                           |       |                                           |                        |  |

## 1995
| 18 mai 1995 | ÍA Akranes (champion 1994)                                                          | 5 - 0 | KR Reykjavik (vainqueur de la Coupe 1994) | Akranesvöllur, Akranes           |                                  |
|             | Haraldur Ingolfsson pen · Dejan Stojic , · Kari Steinn Reynisson · Sigurður Jónsson |       |                                           | Arbitrage : Gudmundur Sigurdsson | Arbitrage : Gudmundur Sigurdsson |
|             | (Rapport)                                                                           |       |                                           | Arbitrage : Gudmundur Sigurdsson | Arbitrage : Gudmundur Sigurdsson |

## 1996
| 18 mai 1996 | KR Reykjavik (vainqueur de la Coupe 1995) | 3 - 1 | IA Akranes (champion 1995) | Laugardalsvöllur, Reykjavik |  |
|             |                                           |       |                            |                             |  |
|             | (Rapport)                                 |       |                            |                             |  |

## 1997
| 12 octobre 1996 | ÍBV Vestmannaeyjar (finaliste de la Coupe 1996) | 5 - 3 | ÍA Akranes (champion et vainqueur de la Coupe 1996) | Laugardalsvöllur, Reykjavik |  |
|                 |                                                 |       |                                                     |                             |  |
|                 | (Rapport)                                       |       |                                                     |                             |  |

## 1998
| 9 mai 1998 | ÍBK Keflavík (vainqueur de la Coupe 1997) | 3 - 1 | ÍBV Vestmannaeyjar (champion 1997) | Keflavíkurvöllur, Keflavík |  |
|            |                                           |       |                                    |                            |  |
|            | (Rapport)                                 |       |                                    |                            |  |

## 1999
| 3 octobre 1998 | ÍBV Vestmannaeyjar (champion et vainqueur de la Coupe 1998) | 3 - 1 | Leiftur Ólafsfjörður (finaliste de la Coupe 1998) | Laugardalsvöllur, Reykjavik |  |
|                |                                                             |       |                                                   |                             |  |
|                | (Rapport)                                                   |       |                                                   |                             |  |